# Vyšné
Vyšné (německy Weißenbach) je malá vesnice, část města Nové Hrady v okrese České Budějovice v Jihočeském kraji, v oblasti Západního Vitorazska. Nachází se asi 6,5 kilometru východně od Nových Hradů. Prochází tudy železniční trať České Budějovice – Gmünd se zastávkou 600 metrů severně od vsi. Na turistické stezce Vyšné – Höhenberg je turistický přechod do Rakouska. Vyšné je také název katastrálního území o rozloze 14,32 km².

## Historie
První písemná zmínka o vesnici pochází z roku 1526. Vyšné se rozkládá na území tzv. Vitorazska, jež bylo do 30. července 1920 součástí Dolních Rakous. Součástí katastru obce se tehdy stala i zalesněná severovýchodní část katastrálního území Höhenberg, jehož i malá zalesněná část katastrálního území Reinpolz; zbývající části těchto dvou katastrů zůstaly součástí Rakouska.
V roce 1921 zde stálo 63 domů a žilo 372 obyvatel. V letech 1938 až 1945 byla ves v důsledku uzavření Mnichovské dohody přičleněna k nacistickému Německu.

## Přírodní poměry
Do severní části katastrálního území zasahuje národní přírodní rezervace Žofinka.

## Obyvatelstvo
| Rok            | 1869 | 1880 | 1890 | 1900 | 1910 | 1921 | 1930 | 1950 | 1961 | 1970 | 1980 | 1991 | 2001 | 2011 | 2021 |
| -------------- | ---- | ---- | ---- | ---- | ---- | ---- | ---- | ---- | ---- | ---- | ---- | ---- | ---- | ---- | ---- |
| Počet obyvatel | 324  | 344  | 346  | 362  | 364  | 372  | 371  | 188  | 120  | 82   | 44   | 29   | 30   | 33   | 33   |
| Počet domů     | 53   | 55   | 51   | 52   | 59   | 63   | 69   | 64   | 32   | 18   | 14   | 14   | 32   | 32   | 36   |

## Obecní správa
Při sčítání lidu v letech 1850–1975 Vyšné bylo samostatnou obcí, se kterým patřilo nejprve do okresu Zwettl, ale od 1. října 1899 do 30. července 1920 v okrese Gmünd, posléze od 31. července 1920 do roku 1948 v okrese Kaplice, poté v letech 1948–1960 v okrese Trhové Sviny a od 11. dubna 1960 v okrese České Budějovice. Od 1. ledna 1976 je částí města Nové Hrady v okrese České Budějovice. Od 12. června 1960 do 31. prosince 1975 k obci patřila Obora.

## Pamětihodnosti
- čtyřkřídlý panský dvůr na jižním okraji vsi
- památný strom Vyšenský dub
- dřevěný kříž před bývalou školou, připomínající zaniklou kapli Panny Marie z roku 1766

## Galerie

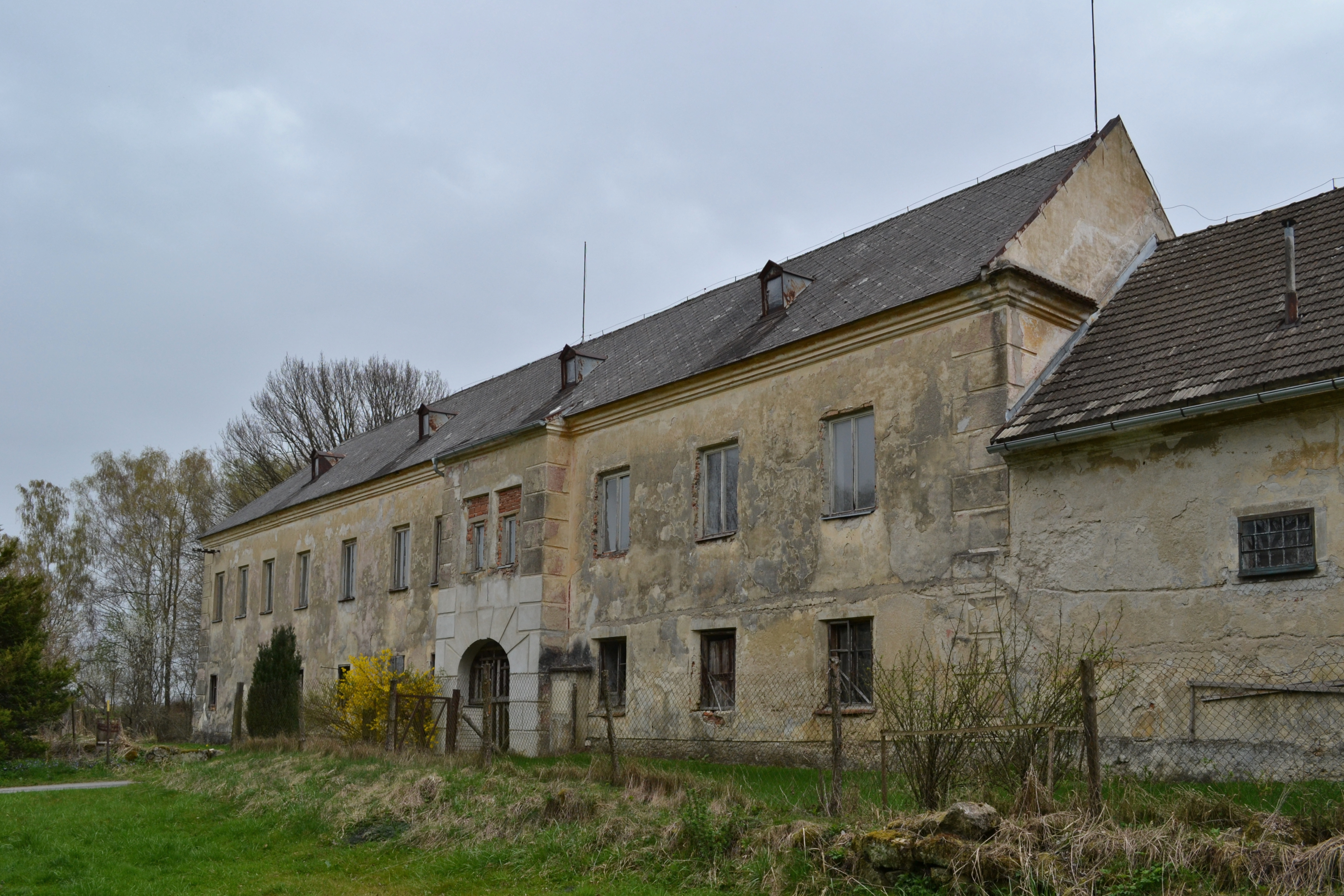
Panský dvůr
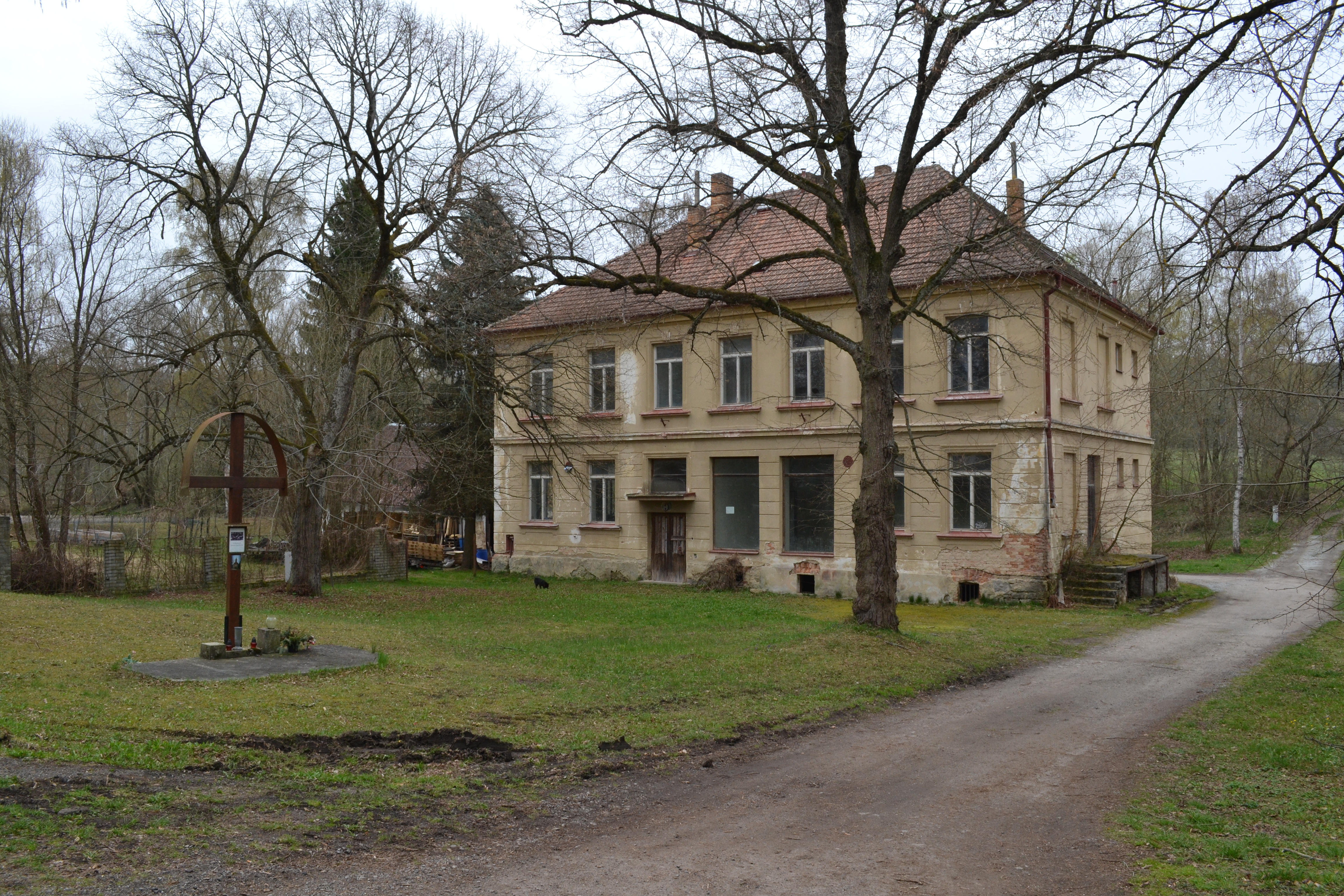
bývalá škola čp. 6 a kříž
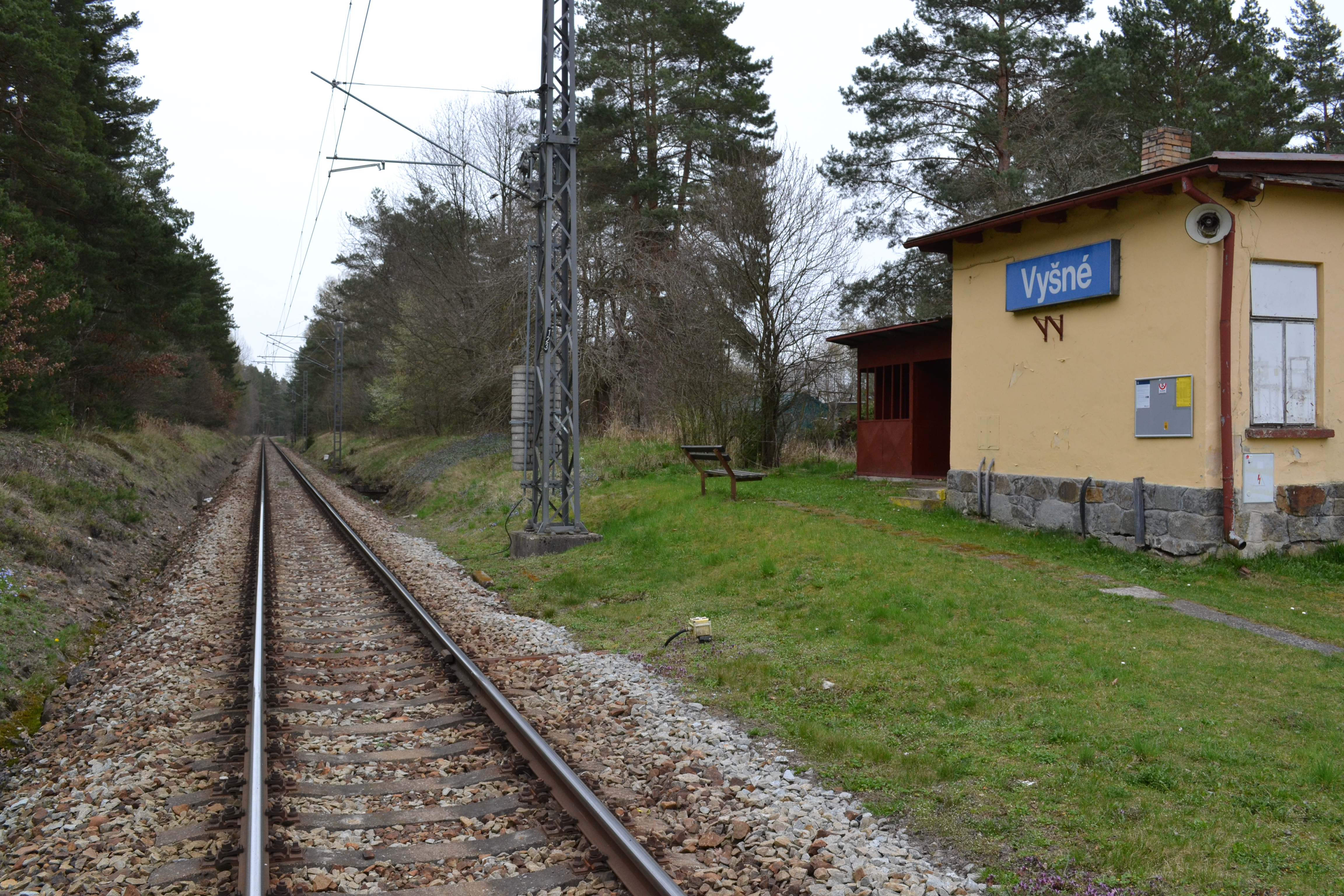
železniční zastávka
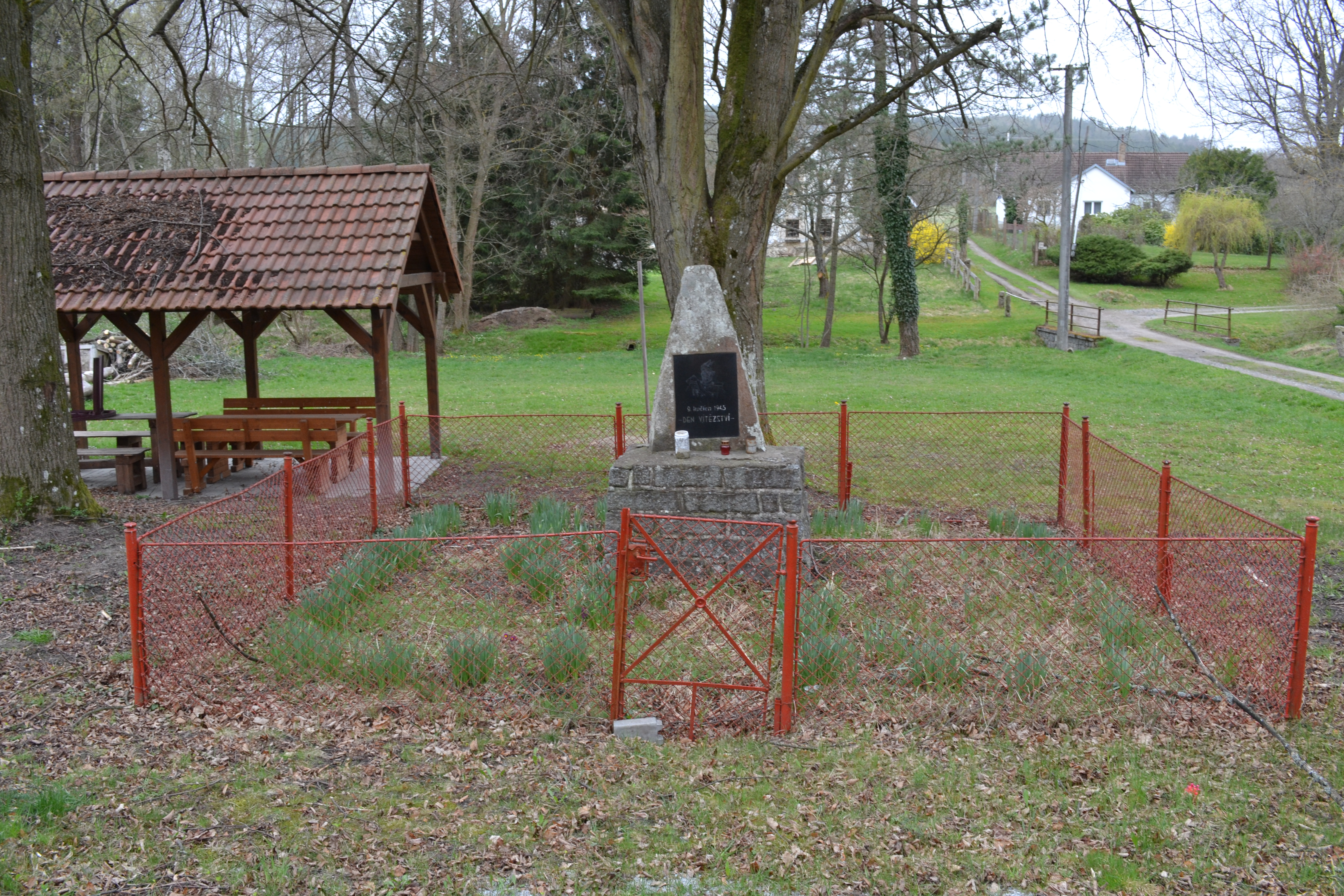
pomník rudoarmejců
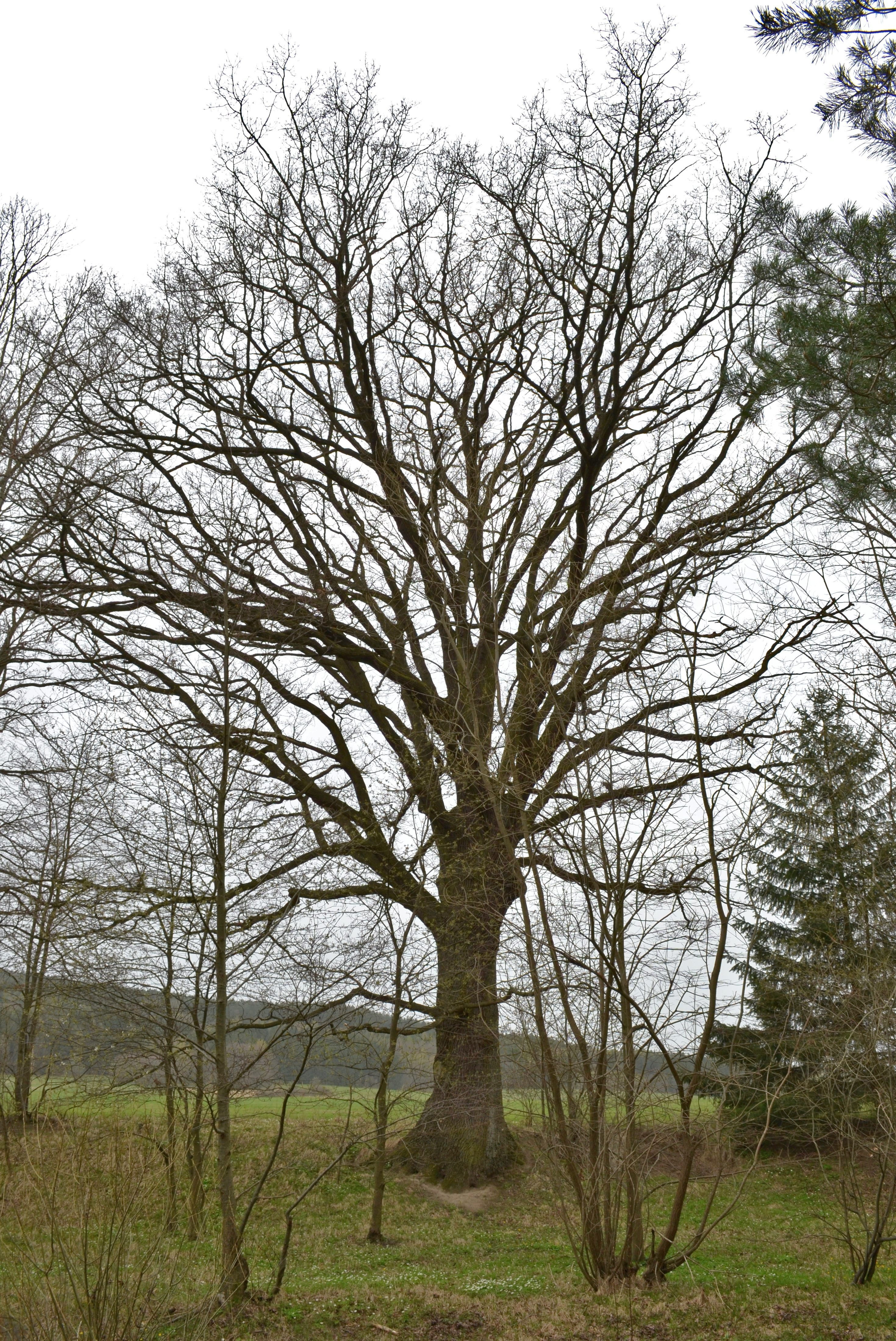
Vyšenský dub